# 张体学
张体学（1915年—1973年9月3日），原名张体照，男，河南新县人，中华人民共和国政治人物。

## 生平
张体学是河南省新县八里畈乡柳林河村人。早年参加中国工农红军，1937年，任红二十八军政治部参谋。1938年，任鄂东抗日游击挺进队第五大队队长。1940年，任鄂东抗日挺进独立团政委。1941年，任新四军第五师十四旅政委。次年，改任第五军分区司令员。1945年，任鄂东军分区代理司令员。1949年，任鄂豫军区独立师师长。1950年，任中共湖北大冶地委书记兼大冶军分区政委。1952年，任中共湖北省委组织部部长。1956年，任湖北省省长、中共湖北省委书记处书记、代理第一书记。
1968年2月初湖北省革命委员会成立时，张体学任副主任。1973年9月3日张体学在北京病逝，年仅58岁。

## 家庭
妻子林少南。

## 纪念
位于湖北黄冈的彭思中学几度更名，于1994年命名为张体学中学。